# Estelle Balet
Pour les articles homonymes, voir Balet.
Estelle Balet, née le 19 décembre 1994 à Sion et morte le 19 avril 2016 à Orsières, est une snowboardeuse suisse.

## Biographie
Elle naît en 1994 à Sion.
Dès 2010, elle participe au Junior Freeride Tour. Lors de la saison 2012/2013, dès 18 ans, elle participe au Freeride World Qualifier. Lors de sa première saison chez les adultes, la jeune valaisanne fait forte impression en remportant les compétitions 4 étoiles de Nendaz et Hochfügen. Elle s'impose au classement général de la discipline ce qui lui permet d'accéder à l'élite mondiale la saison suivante. Lors de sa première saison sur le Freeride World Tour, elle doit concilier ses études au Lycée-Collège de la Planta et les étapes de la compétition. Malgré ces contraintes, elle accède à la finale de l'Xtreme de Verbier et termine deuxième du classement général. Au cours de la saison 2014/2015 elle remporte le classement général sans pouvoir s'imposer à Verbier. Le 2 avril 2016, elle réalise ses rêves en s'adjugeant le doublé Xtreme de Verbier et Freeride World Tour.
Elle meurt le 19 avril 2016 à 21 ans, emportée par une avalanche à Orsières, en Suisse, pendant le tournage d'un film.

## Palmarès

### Freeride World Tour
- 2e du Freeride World Tour 2014
- 1re du Freeride World Tour 2015[4]
- 1re du Freeride World Tour 2016
  - Vainqueur de l’étape Xtreme de Verbier 2016

### Freeride World Qualifier
- 1re du Freeride World Qualifier 2013
  - Vainqueur de l’étape Nendaz freeride 2013
  - 1re place au Bigmountain Hochfügen 4* en 2013[5]